# Sam Lipsyte

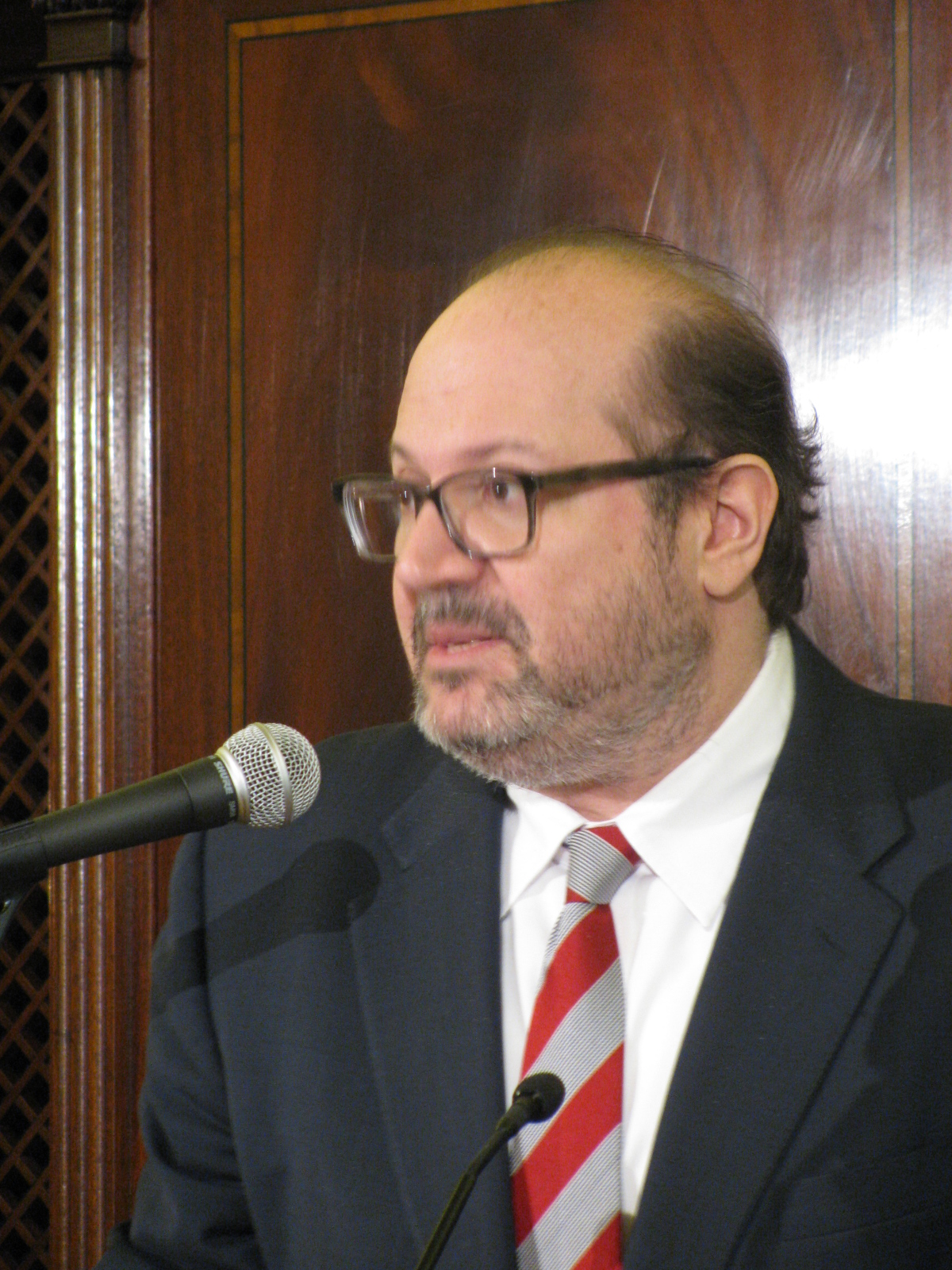
Sam Lipsyte (2014)

Sam Lipsyte (geboren 1968 in New York City) ist ein US-amerikanischer Schriftsteller.

## Leben
Sam Lipsyte ist ein Sohn des Sportjournalisten Robert Lipsyte, er wuchs in Closter, New Jersey auf. Er  unterrichtet kreatives Schreiben an der Columbia University und lebt in Manhattan.
Sein Roman Home Land wurde 2004 mit dem Believer Book Award ausgezeichnet. Im Jahr 2008 erhielt Lipsyte eine Guggenheim Fellowship.

## Werke (Auswahl)
- Venus Drive. Open City Books, 2000, ISBN 978-1-890447-25-0
- The Subject Steve. Broadway Books, 2001, ISBN 978-0-7679-0885-6
- Home Land. Flamingo, 2004, ISBN 978-0-00-717036-4, Macmillan, 2005, ISBN 978-0-312-42418-3
- The Ask. Macmillan, 2010, ISBN 978-0-374-29891-3
  - Der Spender : Roman. Übersetzung Christian Lux. Wiesbaden: Luxbooks, 2013, ISBN 978-3-939557-16-6
- The Fun Parts. Farrar, Straus and Giroux, 2012, ISBN 978-0-374-29890-6
- Hark : A Novel. London: Granta, 2019, ISBN 978-1-5011-4606-0